# أغبلاغ علمدار
أغبلاغ علمدار هي قرية في مقاطعة مراغة، إيران. عدد سكان هذه القرية هو 33 في سنة 2006.